# Sami Kanaan
Sami Kanaan (Beiroet, 1964) is een Zwitsers politicus van de Sociaaldemocratische Partij. Tussen 1 juni 2014 en 31 mei 2015 was hij burgemeester van Genève.
- Base de données des élites suisses: 84441
- Système universitaire de documentation: 203878868
- Virtual International Authority File: 313529902